# Zoom (ukraińska stacja telewizyjna)
Zoom – ukraiński prywatny kanał telewizyjny o tematyce muzyczno-rozrywkowej, działający w międzynarodowej sieci MTV Networks.
Kanał rozpoczął swoją działalność 25 sierpnia 2007, pierwszym wyemitowanym klipem był teledysk Tanci grupy Vopli Vidopliassova.
Kanał osiągalny jest drogą satelitarną, z satelity Amos-2, jak również w sieciach kablowych.
30 maja 2013 właściciel kanału telewizyjnego U.A. Inter Media Group nagle ogłosiła zamknięcie kanału TV. 1 czerwca 2013 roku został zastąpiony przez nowy kanał TV młodzieży Zoom.